# (3771) Alexejtolstoj
(3771) Alexejtolstoj (1974 SB3) – planetoida z pasa głównego asteroid okrążająca Słońce w ciągu 3,32 lat w średniej odległości 2,23 j.a. Odkryła ją Ludmiła Żurawlowa 20 września 1974 roku.